# Diascia (botanica)
Diascia Link & Otto, 1820 è un genere di piante della famiglia delle Scrofulariacee.

## Etimologia
L'etimologia non è chiara. Potrebbe derivare dal greco dis (doppio) e askos(sacca), per la forma dei suoi fiori.

## Descrizione
Si presentano come piante piuttosto basse, con foglie opposte e infiorescenze a racemi terminali. La fioritura va dalla primavera inoltrata all'autunno, con colori che vanno dal giallo all'arancione, dal violetto al bianco.
Il calice è gamosepalo, formato da 5 sepali, e la corolla è gamopetala formata anch'essa da cinque petali.I due superiori, piccoli, sembrano saldati fra loro, i due laterali ottusi, arrotondati in cima, muniti di sperone lungo e arcuato alla base.Infine il petalo inferiore è grande e allungato.

Nel periodo invernale la pianta va in riposo vegetativo, con un progressivo disseccamento della parte aerea.
Pur essendo per la maggior parte delle piante annuali in natura, in Europa si comportano da perenni.

## Distribuzione e habitat
Il genere è originario della Namibia e del Sudafrica.

## Tassonomia
Il genere vomprende le seguenti specie:
- Diascia aliciae Hiern
- Diascia alonsooides Benth.
- Diascia anastrepta Hilliard & B.L.Burtt
- Diascia appendiculata K.E.Steiner
- Diascia ausana Dinter
- Diascia austromontana K.E.Steiner
- Diascia barberae Hook.f.
- Diascia batteniana K.E.Steiner
- Diascia bergiana Link & Otto
- Diascia bicolor K.E.Steiner
- Diascia caitliniae K.E.Steiner
- Diascia capensis (L.) Britten
- Diascia capsularis Benth.
- Diascia cardiosepala Hiern
- Diascia collina K.E.Steiner
- Diascia cordata N.E.Br.
- Diascia cuneata E.Mey. ex Benth.
- Diascia decipiens K.E.Steiner
- Diascia dielsiana Schltr. ex Hiern
- Diascia diffusa Benth.
- Diascia dissimulans Hilliard & B.L.Burtt
- Diascia ellaphieae K.E.Steiner
- Diascia elongata Benth.
- Diascia engleri Diels
- Diascia esterhuyseniae K.E.Steiner
- Diascia fetcaniensis Hilliard & B.L.Burtt
- Diascia fragrans K.E.Steiner
- Diascia glandulosa E.Phillips
- Diascia gracilis Schltr.
- Diascia hexensis K.E.Steiner
- Diascia humilis K.E.Steiner
- Diascia insignis K.E.Steiner
- Diascia integerrima E.Mey. ex Benth.
- Diascia lewisiae K.E.Steiner
- Diascia lilacina Hilliard & B.L.Burtt
- Diascia longicornis (Thunb.) Druce
- Diascia macrophylla (Thunb.) Spreng.
- Diascia maculata K.E.Steiner
- Diascia megathura Hilliard & B.L.Burtt
- Diascia minutiflora Hiern
- Diascia mollis Hilliard & B.L.Burtt
- Diascia namaquensis Hiern
- Diascia nana Diels
- Diascia nodosa K.E.Steiner
- Diascia pachyceras E.Mey. ex Benth.
- Diascia parviflora Benth.
- Diascia patens (Thunb.) Grant ex Fourc.
- Diascia pentheri Schltr.
- Diascia personata Hilliard & B.L.Burtt
- Diascia purpurea N.E.Br.
- Diascia pusilla K.E.Steiner
- Diascia racemulosa Benth.
- Diascia ramosa Scott Elliot
- Diascia rigescens E.Mey. ex Benth.
- Diascia rudolphii Hiern
- Diascia runcinata E.Mey. ex Benth.
- Diascia sacculata Benth.
- Diascia stachyoides Schltr. ex Hiern
- Diascia stricta Hilliard & B.L.Burtt
- Diascia tanyceras E.Mey. ex Benth.
- Diascia tugelensis Hilliard & B.L.Burtt
- Diascia veronicoides Schltr.
- Diascia vigilis Hilliard & B.L.Burtt